# Doorlaatbrug Meinerswijk
De Doorlaatbrug Meinerswijk is een brug en beweegbare waterkering in de polder Meinerswijk in de Nederlandse gemeente Arnhem. Het bouwwerk is niet meer als waterkering in gebruik, en heeft de status van rijksmonument. Het bouwwerk is een rijksmonument omdat men dacht dat het gebouwd was in 1935 en onderdeel was van de IJssellinie. De brug is echter gebouwd in 1966, nadat al begonnen was met ontmanteling van de linie.
Tezamen met de doorlaatbrug in de Eldensdedijk is hier wel een doorlaatwerk gebouwd in 1935-1936, maar deze werd in 1952 vervangen door een vaste overlaat bedekt met asfalt. Deze overlaat maakte wel deel uit van de IJssellinie. Nadat in 1964 besloten werd de IJssellinie te ontmantelen is de nu aanwezige doorlaatbrug teruggebouwd als compensatie voor de eerdere brug.
De brug heeft 40 ijzeren schuiven van elk 2,5 ton die omhoog en omlaag kunnen worden geschoven in ijzeren sponningen. Naast de brug liggen nog de met asfalt beklede overlaten.